# Motosacoche

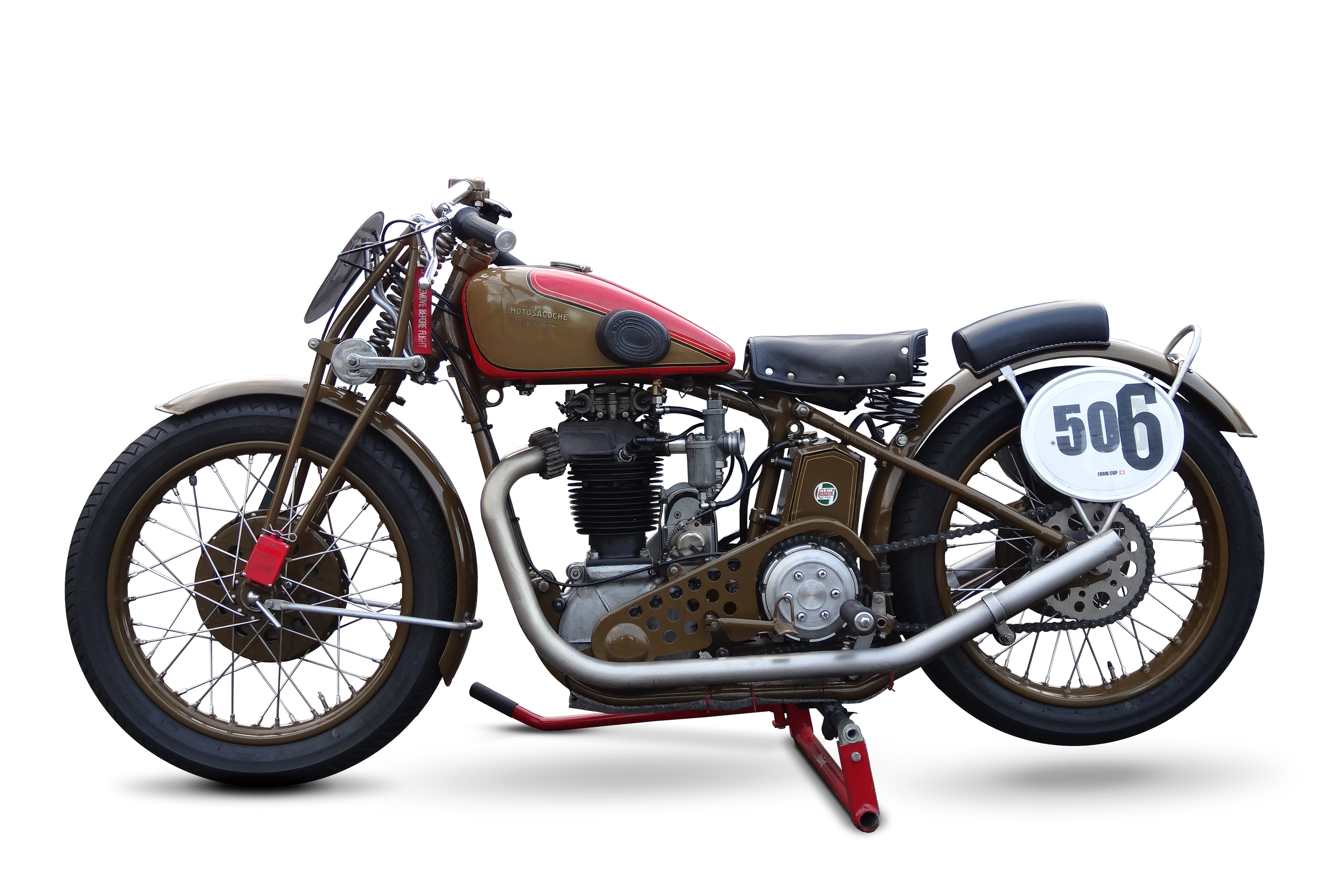
Eine Motosacoche C35 A 500cc OHV (Bj. 1928) eingesetzt im historischen Motorsport

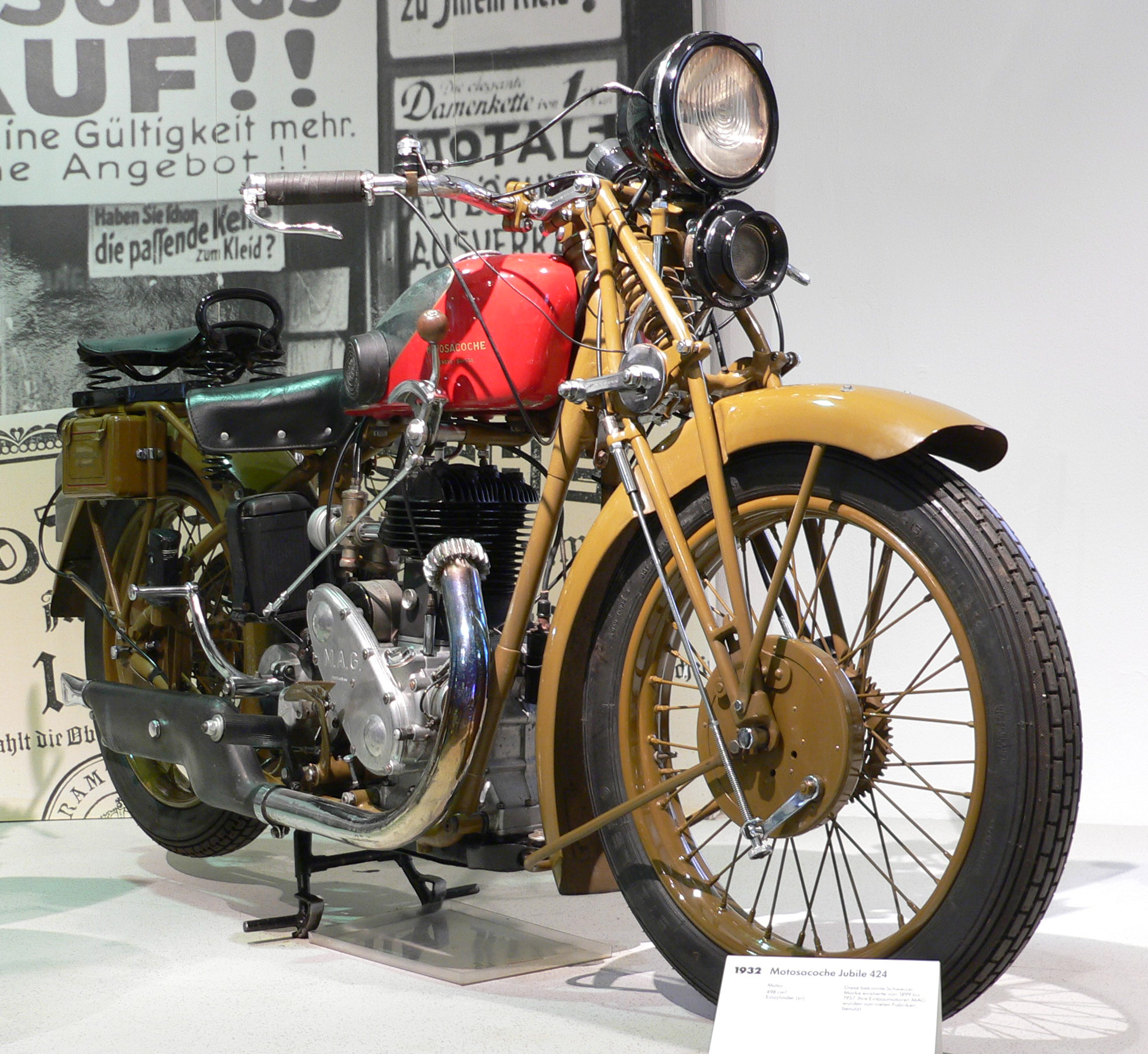
Motosacoche „Jubile 424“ von 1932 im Zweirad-Museum Neckarsulm

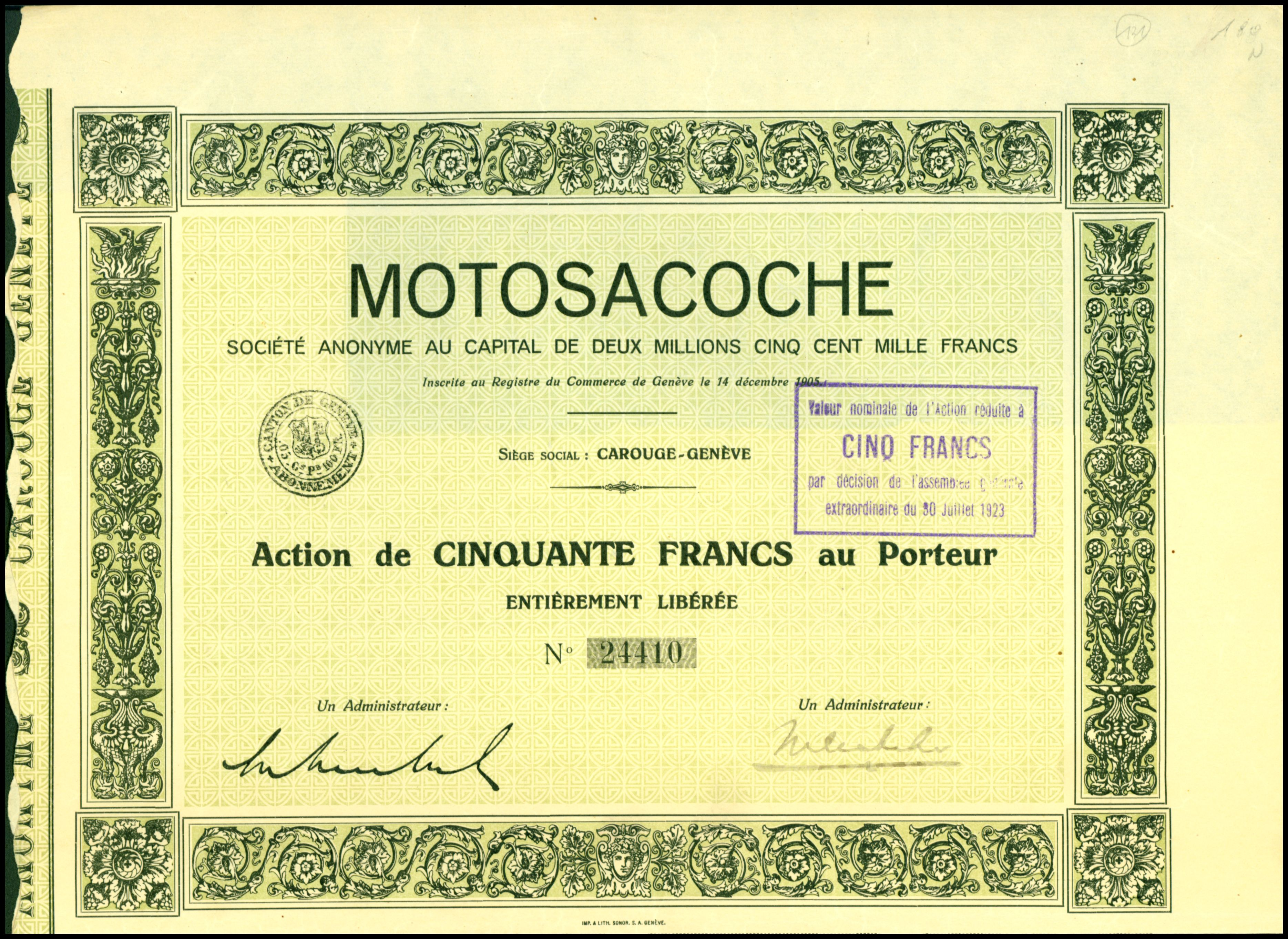
Aktie über 50 Franken der Motosacoche SA von 1905

Motor einer Motosacoche Model „F“ von 1935

Motosacoche war ein Schweizer Hersteller von Motorrädern und bis zum Zweiten Weltkrieg grösster Hersteller von Einbaumotoren in Europa. Insbesondere bei Einbaumotoren wurde auch das Akronym MAG oder M.A.G. benutzt.

## Einbaumotoren und Motorräder

### Gründung des Unternehmens
Das Unternehmen wurde von den Brüdern Henri und Armand Dufaux 1899 als Société en commandite H.& A. Dufaux & Co. in Genf gegründet. Mit dem Patent Nr. 21167 vom 24. Februar 1900 erschien ein Fahrradhilfsmotor, der in einem Hilfsrahmen mit wenigen Handgriffen an ein herkömmliches Fahrrad montiert werden konnte. Diese Konstruktion führte zu dem Namen Motosacoche (auf Deutsch «Motortasche»), weil der Einbaumotor wie eine Tasche als komplette Einheit in einen Hilfsrahmen mit Schellen in das Rahmendreieck eines Fahrrades eingebaut werden konnte.
Um 1910 baute Motosacoche einen V2-Motor mit zwischen den Zylindern liegender Nockenwelle und stehenden Ventilen – eine elegante Konstruktion, die jedoch leicht überhitzte. Daraufhin versetzte man die Ventile nach aussen, was mit langen Schlepphebeln möglich war. Daraus entstand ein OHV-Motor, den Clement in Frankreich und Matchless in England auch bei Rennen einsetzten. Diese Motoren gab es in den Hubraumgrössen 350 cm³ und 500 cm³.
Um 1912 wurde ein V2-Motor mit wechselgesteuerten Ventilen (IOE) für Royal Enfield (350 cm³) in England entwickelt, der den Grundstein für den Aufstieg als Einbaumotorenlieferant legte. Die Zusammenarbeit mit Royal Enfield war in dieser Zeit sehr eng. Motosacoche lieferte Motoren und Antriebstechnik und bezog im Gegenzug Fahrgestelle, Tanks, Kotflügel und Räder von Royal Enfield. Es ist anzunehmen, dass Motosacoche in dieser Zeit (bis Anfang der 1920er Jahre) diese Teile nur mit eigenen Motoren versah und in den Motosacoche-Farben khaki/braun lackierte und zusammenbaute.

### Erster und Zweiter Weltkrieg
Im Ersten Weltkrieg entwickelte man den wechselgesteuerten V2 weiter und stellte auch andere Hubraumgrössen zur Verfügung. Diesen Motor gab es nun als 500er, 600er, 750er, 1000er und auch 1100/1150er; der 350er für Royal Enfield lief aus. Um 1919 wurde aus dem 1000er sogar eine kopfgesteuerte 8-Ventil-Version von Matchless auf der Basis dieser Motoren entwickelt, die jedoch nur auf der Rennstrecke zum Einsatz kam. Daraus entwickelte Motosacoche die berühmten Franconi-Motoren, die kopfgesteuert waren, aber gekreuzte Kipphebel hatten, da das Kurbelgehäuse des wechselgesteuerten Motors beibehalten wurde. Eine Ableitung aus den V2-Motoren war ein Einzylinder, zunächst wechselgesteuert, später auch als OHV in der Franconi-Auslegung.
Um 1923 wurden erste Motoren mit oben liegenden Nockenwellen gebaut, die allerdings wenig standfest waren. 1927 wurde der berühmte englische Konstrukteur Dougal Marchand bei Chater-Lea abgeworben, er konstruierte für Motosacoche einen brillanten Königswellenmotor mit einer oben liegenden Nockenwelle. Diese Motoren waren nicht nur sehr schnell (die überlebenden sind es übrigens noch heute), sondern auch dauerhaft.
Bei den zivilen Triebwerken brachte Motosacoche 1927 eine neue Modellreihe, deren OHV-Versionen einen teilgekapselten Ventiltrieb aufwiesen – Kipphebel und Ventilschäfte lagen frei. Um 1930 kam die Jubiläumsserie auf den Markt – das wiederum waren OHV- und SV-Motoren mit grosser Ölwanne – und ein käuflicher Rennmotor (Typ D), der wie ein Königswellenmotor aussah. Tatsächlich aber bewegten sich Stossstangen in einem gemeinsamen Hüllrohr zu den Kipphebeln im Zylinderkopf. 1931 erschien die letzte V2-Zylinder-Entwicklung von Motosacoche, der Typ 720 – ein seitengesteuerter 850er mit Batteriezündung und Trockensumpfschmierung. Ein letztes ernsthaftes Aufbäumen, was den Rennsport betrifft, stellte 1935 ein Königswellenmotor des Typs F dar, der allerdings nicht leistungsfähig genug war, um international konkurrenzfähig zu sein.
Unter den Motorrädern von Motosacoche sind die berühmten Kaffeemühlen-Modelle hervorzuheben, deren Kettengetriebe mit einem Schalthebel auf dem Benzintank zu schalten war, der wie bei einer Kaffeemühle gedreht wurde. Mitte der 1920er-Jahre waren die interessantesten Modelle die Franconi mit Ein- und Zweizylinder-OHV-Motoren. Die Farbgestaltung (bis 1929 khaki/braun) wurde 1930 bei den Jubiläumsmodellen in khaki/rot geändert.

### Ende der Produktion
Nach dem Zweiten Weltkrieg machte Motosacoche noch einen einzigen Versuch, im Motorradgeschäft wieder Fuss zu fassen. 1952 kam eine zweizylindrige 250er heraus, deren Opti-Motor von Richard Küchen konstruiert war und 15 PS bei 7000/min leistete; die obenliegende Nockenwelle hatte Kettenantrieb. Die übrigen Teile des Motorrads lieferte UT aus Stuttgart; sie wurden in Genf lackiert und dann zusammengebaut. Im Jahr 1956 lief die Motorradproduktion bei Motosacoche endgültig aus.
Weiterhin wurden noch Motoren für den landwirtschaftlichen Bedarf hergestellt, z. B. für Motormäher. Die Einbaumotoren trugen die Bezeichnung M.A.G., was für Motosacoche Acacias Genève. steht. Mobile Stromaggregate für die Armee standen auch auf dem Produktionsprogramm in den 1950er Jahren.

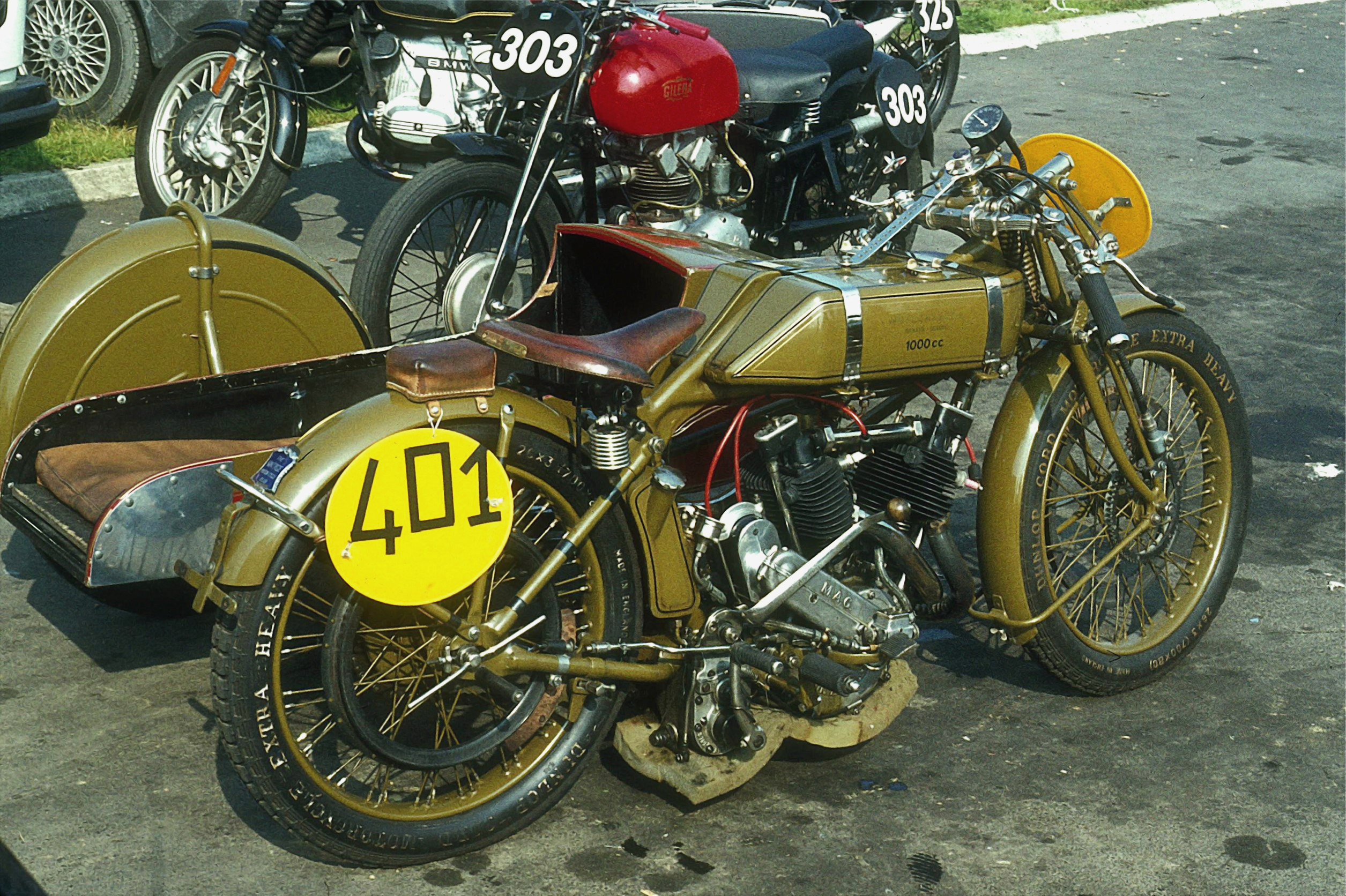
Motosacoche-Gespann, Baujahr 1918
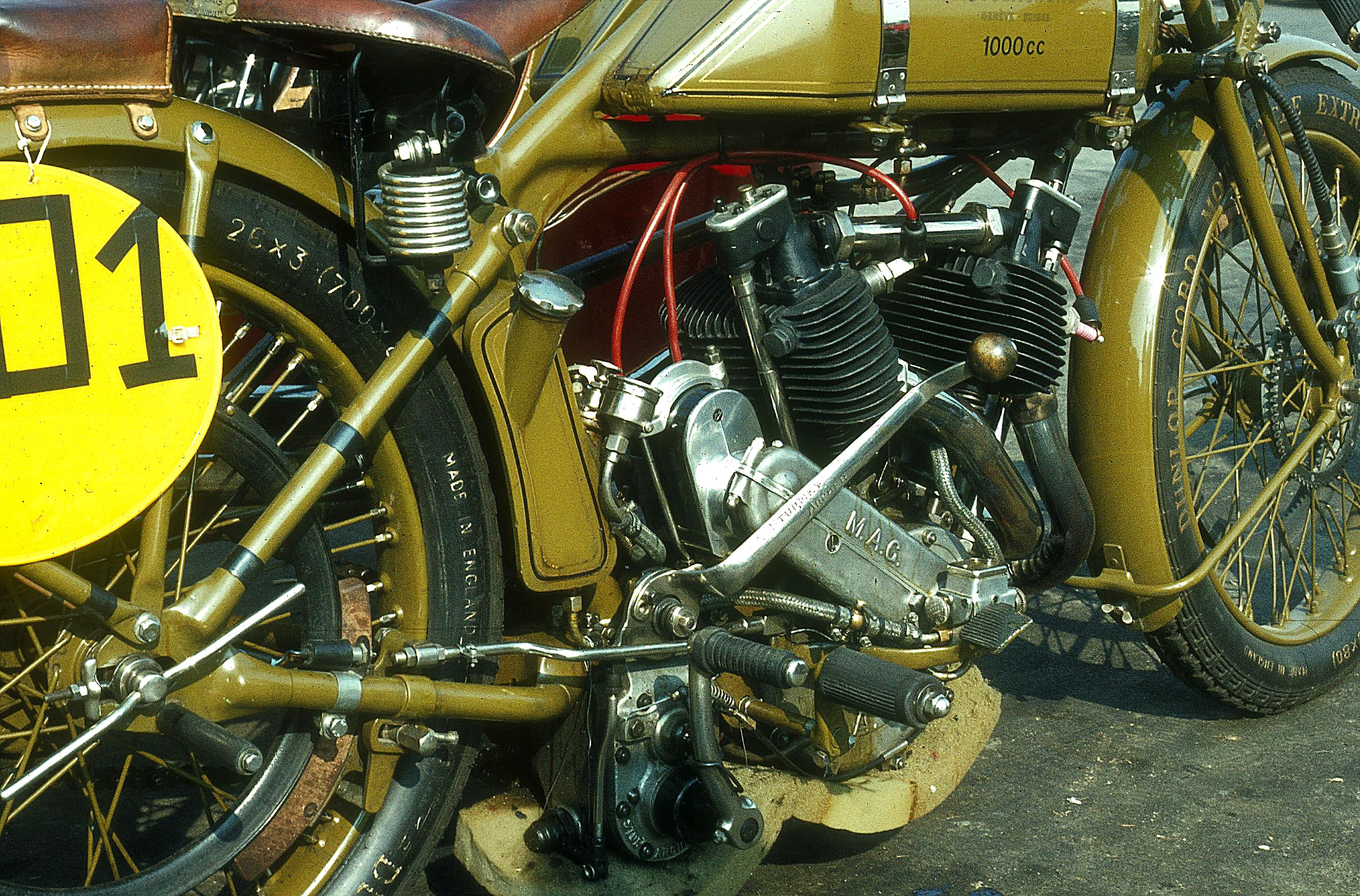
Motosacoche-Motor, 1000 cm³
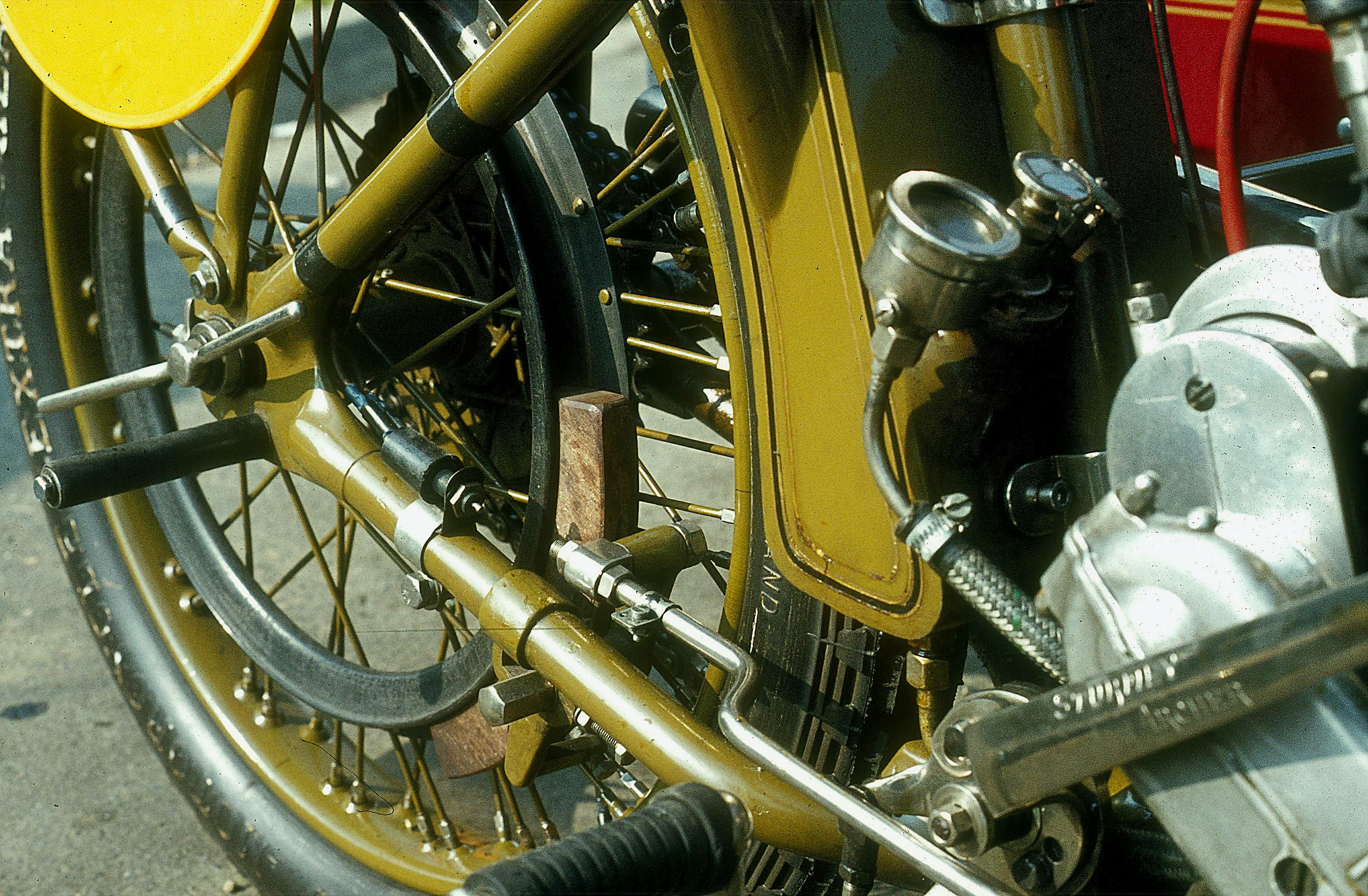
Hinterradbremse
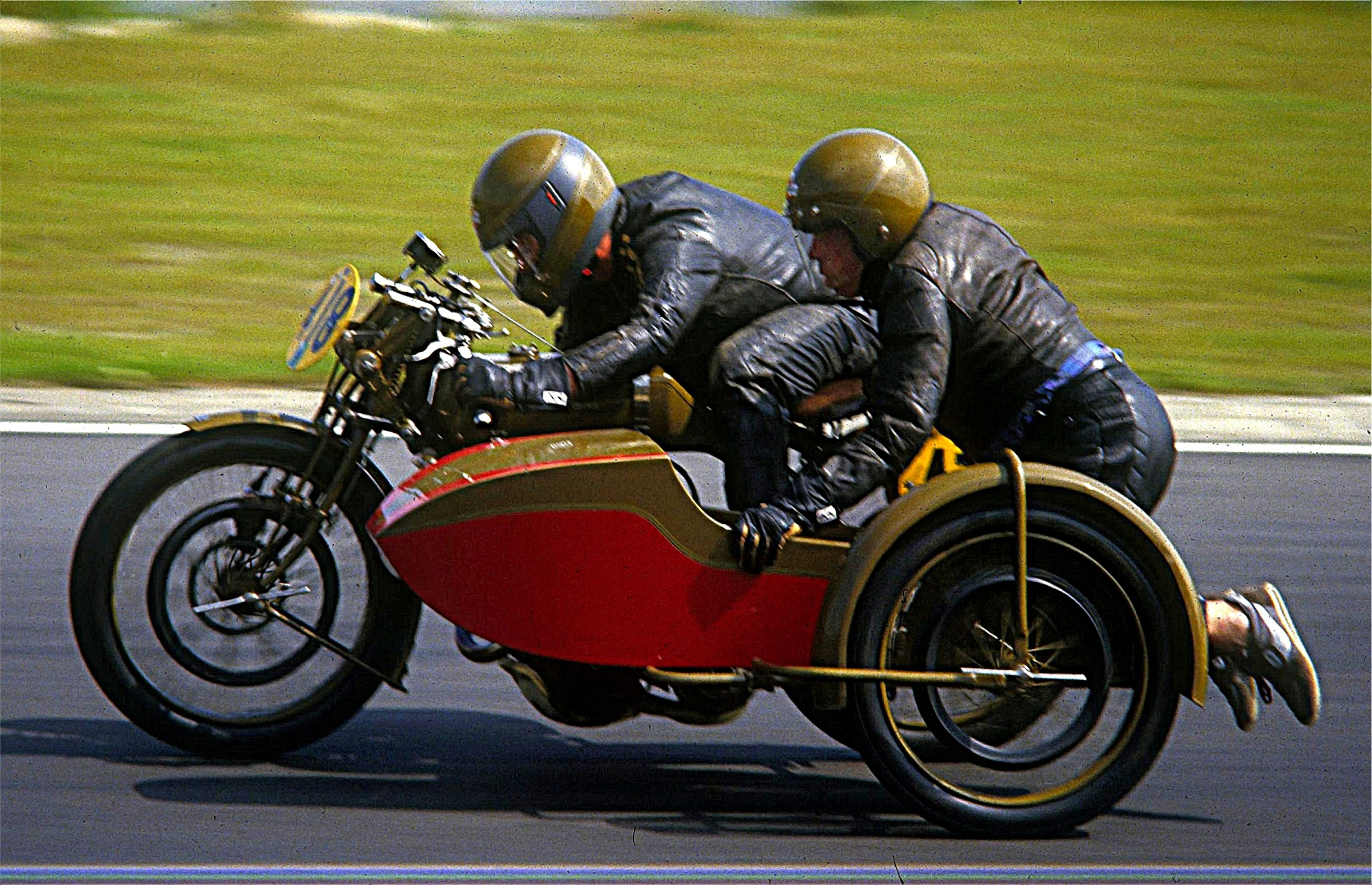
Motosacoche auf dem Nürburgring

## Weitere Produkte

### Automobile
Zwischen 1922 und 1928 stellte Motosacoche etwa 200 Exemplare eines Kleinwagens her und vermarktete ihn als Maximag.
Für Spinell Motorfahrzeuge wurden einige Einbaumotoren verwendet.

### Fahrräder
Motosacoche produzierte auch Fahrräder und vertrieb diese unter Motosacoche als eigener Marke oder unter anderen selbst dann in den typischen Farben von Motosacoche, wenn sie von Einzelhändlern unter deren Marke angeboten wurden, beispielsweise als Egni von einem Fahrradhändler in Egnach.

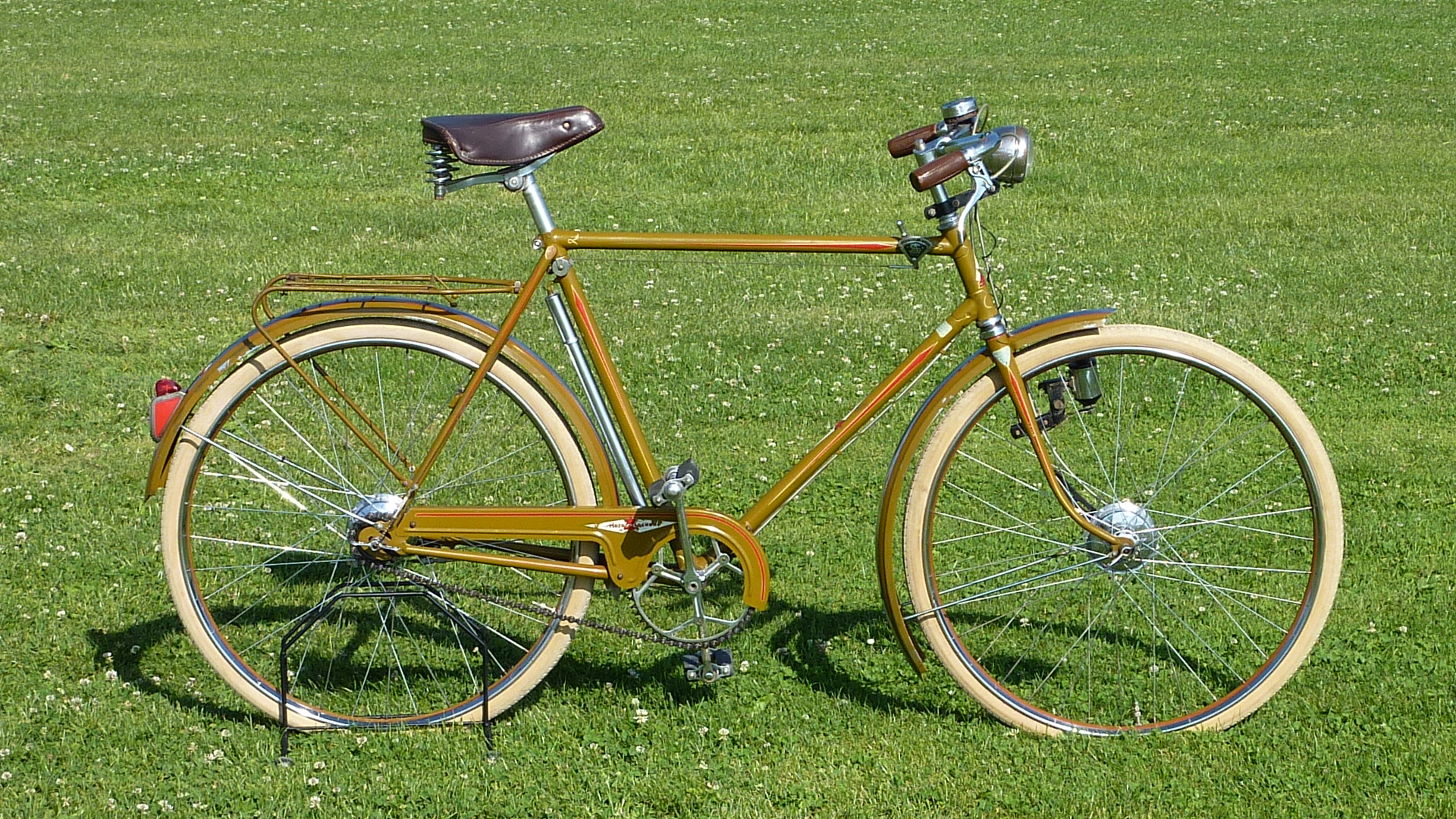
Fahrrad von Motosacoche, um 1935

### Spielautomaten

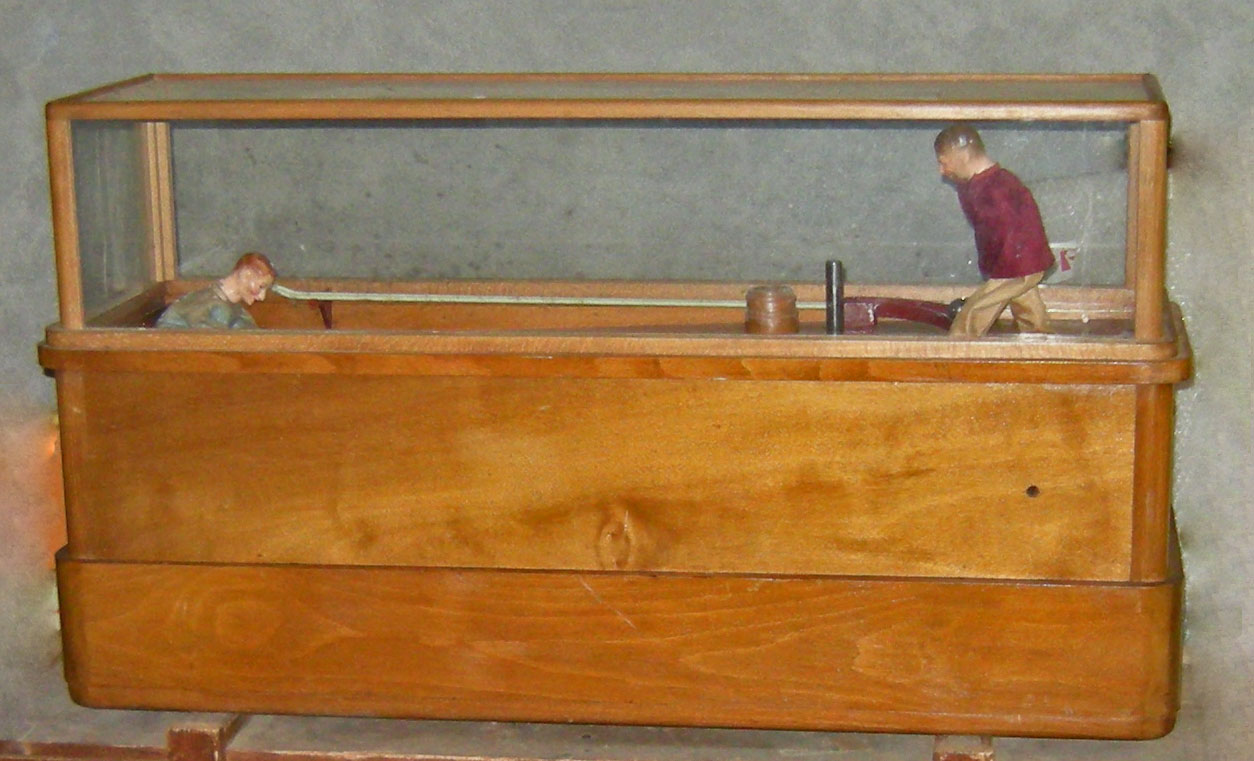
Kegelautomat Motosacoche, Bedienung über eine Kurbel, um Feder zu spannen und auszulösen, sowie einen Stab, um den Kegler auszurichten (beide nicht sichtbar auf dem Bild), Alter unbekannt

Die Firma Motosacoche produzierte auch Spielautomaten in einer eigenen Abteilung. Die Automaten sind heute selten und entsprechend begehrt.

### Studio Recorder
Anfang der 1950er Jahre stellte Motosacoche Magnetband-Tonaufnahmegeräte für Rundfunkstudios her. Insgesamt wurden nur zehn Anlagen für die British Broadcasting Corporation (BBC) und die Radio Télévision Suisse (RTS) produziert. Ein Exemplar des Studios der RTS in Genf ist im Museum «ENTER» in Solothurn ausgestellt, ein weiteres bei der BBC in London.